# 福岡県道92号宗像篠栗線
福岡県道92号宗像篠栗線（ふくおかけんどう92ごう むなかたささぐりせん）は、福岡県宗像市から糟屋郡篠栗町に至る県道（主要地方道）である。

## 概要
宗像市田熊から糟屋郡篠栗町大字篠栗に至る。概ね全区間が2車線道路である。かつては宮若市の一部（湯原 - 三ヶ畑）で通行不能区間が存在したが、この区間の工事を実施して現在は全区間で自動車が通行可能な道路となっている。

### 路線データ
- 起点：福岡県宗像市田熊（福岡県道69号宗像玄海線交点）
- 終点：福岡県糟屋郡篠栗町大字篠栗（上町交差点、福岡県道607号福岡篠栗線交点）

## 歴史
- 1993年（平成5年）5月11日 - 建設省から、県道鳴渕宗像線が宗像篠栗線として主要地方道に指定される[2]。
- 1994年（平成6年）4月1日 - 路線認定。当時の福岡県道410号鳴渕宗像線の路線名変更を行う。
- 2019年（平成31年）4月26日 - 福岡県告示第372号により、宮若市湯原 - 三ヶ畑の通行不能区間の供用を開始し、通行不能区間が解消[1]。
- 2022年（令和4年）3月29日 - 福岡県告示第292号により、宮若市三ヶ畑の通行不能区間の旧道の県道指定が解除されたことに伴い、同区間が福岡県道450号八木山若宮線の単独区間となる[3]。

## 路線状況

### 重複区間
- 福岡県道503号町川原赤間線（宗像市原町・原町交差点 - 宗像市野坂）
- 福岡県道30号飯塚福間線（宮若市山口）
- 福岡県道450号八木山若宮線（宮若市三ケ畑）

### 道路施設

#### 橋梁
- 新橋（宗像市）
- 久原橋（高瀬川、宗像市）
- 第一野坂橋（宗像市）
- 第一鳴水橋（山口川、宮若市）
- 金川橋（多々良川、糟屋郡篠栗町）

## 地理

### 通過する自治体
- 宗像市
- 宮若市
- 糟屋郡篠栗町

### 交差する道路
| 交差する道路                           | 市町村名 | 市町村名 | 交差する場所 | 交差する場所         |
| -------------------------------------- | -------- | -------- | ------------ | -------------------- |
| 福岡県道69号宗像玄海線                 | 宗像市   | 宗像市   | 田熊         | 起点                 |
| 福岡県道97号福間宗像玄海線             | 宗像市   | 宗像市   | 東郷5丁目    | 宗像警察署入口交差点 |
| 国道3号                                | 宗像市   | 宗像市   | 光岡         | 光岡交差点           |
| 福岡県道503号町川原赤間線 重複区間起点 | 宗像市   | 宗像市   | 原町         | 原町交差点           |
| 福岡県道503号町川原赤間線 重複区間終点 | 宗像市   | 宗像市   | 野坂         |                      |
| 福岡県道30号飯塚福間線 重複区間起点    | 宮若市   | 宮若市   | 山口         |                      |
| 福岡県道30号飯塚福間線 重複区間終点    | 宮若市   | 宮若市   | 山口         |                      |
| 福岡県道462号黒丸竹原線                | 宮若市   | 宮若市   | 黒丸         |                      |
| 福岡県道21号福岡直方線                 | 宮若市   | 宮若市   | 脇田         | 脇田温泉口交差点     |
| 福岡県道450号八木山若宮線 重複区間起点 | 宮若市   | 宮若市   | 三ケ畑       |                      |
| 福岡県道450号八木山若宮線 重複区間終点 | 宮若市   | 宮若市   | 三ケ畑       |                      |
| 国道201号                              | 糟屋郡   | 篠栗町   | 大字金出     | 金出交差点           |
| 福岡県道607号福岡篠栗線                | 糟屋郡   | 篠栗町   | 大字篠栗     | 上町交差点 / 終点    |

### 交差する鉄道
- 鹿児島本線
- 山陽新幹線（福岡トンネル）
- 篠栗線

### 沿線
- 宗像市役所
- 宗像警察署
- 福岡県立宗像中学校・高等学校
- 宗像ユリックス
- 宗像市立南郷小学校
- 西鞍の丘総合運動公園
- 犬鳴川
- 脇田温泉
- 篠栗町立篠栗小学校萩尾分校

### 沿線ガイド

#### 宗像市
概ね市域中西部から南西部へ南下する。
福岡県道69号宗像玄海線から分かれて南下し、約700 m進み宗像市役所のそばで左にカーブして南東に向きを変え、宗像警察署の前を通り、宗像警察署入口交差点で福岡県道97号福間宗像玄海線と交差する。
福岡県立宗像中学校・高等学校の前を通り、鹿児島本線上の跨線橋を過ぎ、メイトム宗像、宗像ユリックスの前を通り光岡交差点で国道3号と交差する。
光岡交差点を過ぎ、宗像市立南郷小学校の前で右にカーブして南に向きを変え、磯辺山を登り宮若市に入る。

#### 宮若市
概ね市域西部（旧若宮町中央部）を南北に通る。
市境に近い猫塚公園前で左折し、わずかに福岡県道30号飯塚福間線と重複するが、すぐに右折して南に向きを変える。九州自動車道の下をくぐり、山間部を南下し、山陽新幹線福岡トンネルの上を通り、脇田温泉口交差点で福岡県道21号福岡直方線と交差する。脇田温泉の温泉街の東側を通り湯原山ノ口の集落を抜けた先に通行不能区間が存在したが、この区間の工事を行い、現在は自動車の通行は可能となっている。
三ケ畑の福岡県道450号八木山若宮線との分岐点付近で合流し、三ケ畑日吉の集落で右折して福岡県道450号八木山若宮線と再び分かれ、北西に進み、猫峠を越えて篠栗町に入る。

#### 糟屋郡篠栗町
町域北東部から町中心部にかけて南西に延びる。萩尾分校を右に見ながら進み、つづら折れの区間に入る。樹芸の森公園や観音公園の前を過ぎて平地に降り、金出交差点で国道201号と交差し、続いて篠栗線の高架橋を通る。
町の中心市街地の東側にある上町交差点で福岡県道607号福岡篠栗線と接続し終点となる。
篠栗町内の沿線には篠栗四国八十八箇所の札所の寺が多い。

### 峠
- 猫峠（宮若市 - 糟屋郡篠栗町）